# デラウェア郡 (ニューヨーク州)
デラウェア郡（英: Delaware County）は、アメリカ合衆国ニューヨーク州の中央部南に位置する郡である。2010年国勢調査での人口は47,980人であり、2000年の48,055 人から0.2%減少した。郡庁所在地はデルハイ村（人口3,087人）であり、同郡で人口最大の自治体でもある。郡名はデラウェア川から採られており、デラウェア川は1609年にバージニア植民地総督に指名されていた第3代デ・ラ・ウェア男爵トマス・ウェストに因む命名だった。

## 歴史
1683年にニューヨーク植民地で郡が作られたとき、現在のデラウェア郡地域はオールバニ郡とアルスター郡に分けられていた。
オールバニ郡は巨大な郡であり、ニューヨーク州北部とバーモント州の全てを含んでおり、さらに理論的には西の太平洋岸まで広がっていた。1766年7月3日に、カンバーランド郡を分離し、1770年3月16日にグロスター郡を分離したが、どちらも現在はバーモント州に含まれている。1772年3月12日、オールバニ郡の残りが3つに分割され、1つはオールバニ郡の名前で残った。1つは西部に作られたトライアン郡だった。トライアン郡の東部境界は現在のスケネクタディ市の西約5マイル (8 km) にあり、アディロンダック山地の西側と、デラウェア川西支流より西の領域を含んでいた。トライオン郡に指定された地域には現在のニューヨーク州37郡が入っている。ニューヨーク植民地総督のウィリアム・トライアンに因んで名付けられた。
1776年に先立つ年に、トライアン郡のロイヤリストは大半がカナダに逃亡した。1784年、アメリカ独立戦争を終わらせた条約締結に続いて、トライアン郡はモンゴメリー郡に改名された。これは独立戦争時の将軍リチャード・モントゴメリーに因む命名だった。モントゴメリーはカナダで数か所を占領した後、ケベック市攻略中に戦死した。憎まれたイギリスの総督に代わる命名だった。
1789年、モンゴメリー郡からオンタリオ郡が分離した。このときのオンタリオ郡は現在の領域よりもかなり広かった。現在のアリゲイニー郡、カタラウガス郡、シャトークア郡、エリー郡、ジェネシー郡、モンロー郡、ナイアガラ郡、オーリンズ郡、スチューベン郡、ワイオミング郡、イェーツ郡の全体と、スカイラー郡、ウェイン郡の一部が含まれていた。
1791年、モンゴメリー郡からオチゴ郡が、ハーキマー郡やタイオガ郡と共に分離した。
アルスター郡はニューヨーク植民地当初からあった郡であり、現在よりも領域が広く、その領域を守っていた。
1797年、デラウェア郡はオチゴ郡とアルスター郡の一部を併せて設立された。

## 地理
デラウェア郡はニューヨーク州南部にあり、デラウェア川でペンシルベニア州に接している。ビンガムトン市の東、オールバニ市の南西に位置している。郡内にはキャッツキル山地が入っている。州内でサザン・ティアと呼ばれる地域に含まれている。
郡内最高地点はグリーン郡境にあるベアペン山であり、標高は 3,520フィート (1,073 m) である。最低地点はデラウェア川沿いである。郡内にデラウェア川の源流がある。地形は丘陵性であり、バレーの土壌は極めて肥沃である。デラウェア川とサスケハナ川は船で航行できる。
アメリカ合衆国国勢調査局に拠れば、郡域全面積は1,468平方マイル (3,802.1 km2)であり、このうち陸地1,446平方マイル (3,745.1 km2)、水域は15平方マイル (57.0 km2)で水域率は2.55%である。
デラウェア郡祭が毎年8月にウォルトンで開催されている。

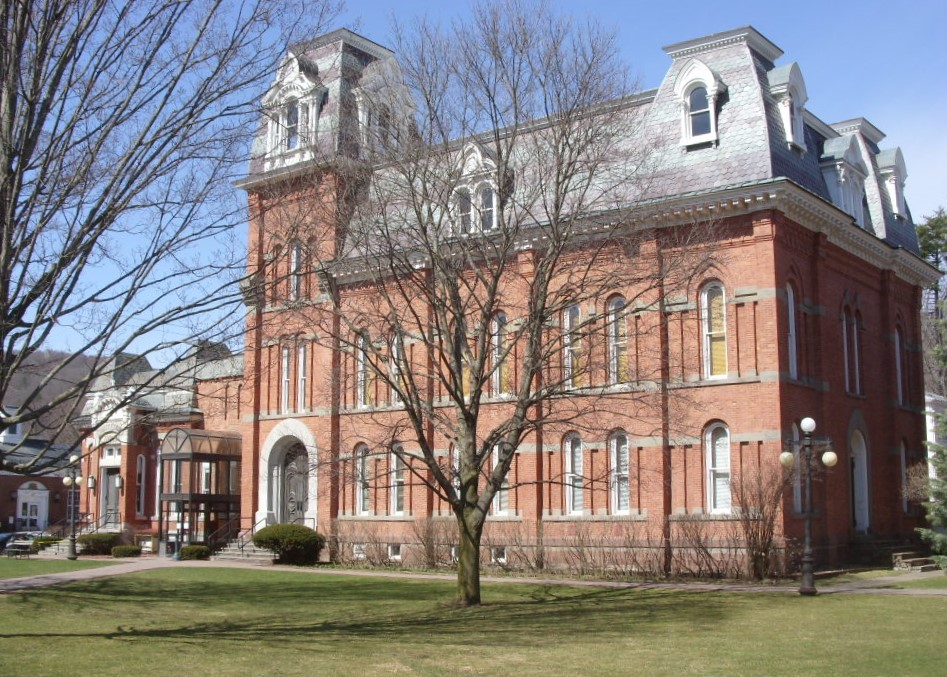
デラウェア郡庁舎

### 主要高規格道路
- 州間高速道路88号線（ウォーレン・M・アンダーソン上院議員イクスプレスウェイ / サスケハナ・イクスプレスウェイ）
- ニューヨーク州道17号線（サザン・ティア・イクスプレスウェイ）
- ニューヨーク州道8号線
- ニューヨーク州道10号線
- ニューヨーク州道23号線
- ニューヨーク州道28号線
- ニューヨーク州道30号線
- ニューヨーク州道97号線
- ニューヨーク州道206号線

### 隣接する郡
- オチゴ郡 - 北
- スカハリー郡 - 北東
- グリーン郡 - 東
- アルスター郡 - 南東
- サリバン郡 - 南
- ウェイン郡 (ペンシルベニア州) - 南西
- ブルーム郡 - 西
- シェナンゴ郡 - 北西

### 国立保護地域
- デラウェア川上流域景観レクリエーション河川（部分）

## 人口動態
以下は2000年国勢調査による人口統計データである。
| 基礎データ - 人口: 48,055 人 - 世帯数: 19,270 世帯 - 家族数: 12,737 家族 - 人口密度: 13人/km2（33人/mi2） - 住居数: 28,952 軒 - 住居密度: 8軒/km2（20軒/mi2） 人種別人口構成 - 白人: 96.44% - アフリカン・アメリカン: 1.18% - ネイティブ・アメリカン: 0.31% - アジア人: 0.53% - 太平洋諸島系: 0.01% - その他の人種: 0.53% - 混血: 0.99% - ヒスパニック・ラテン系: 2.05% 先祖による構成 - ドイツ系：16.9% - アイルランド系：14.1% - イギリス系：13.0% - イタリア系：11.7% - アメリカ人：10.9% 言語による構成 - 英語：94.5% - スペイン語：2.0% - ドイツ語：1.1% | 年齢別人口構成 - 18歳未満: 23.1% - 18-24歳: 8.2% - 25-44歳: 24.0% - 45-64歳: 26.2% - 65歳以上: 18.6% - 年齢の中央値: 41歳 - 性比（女性100人あたり男性の人口） - 総人口: 97.0 - 18歳以上: 93.8 世帯と家族（対世帯数） - 18歳未満の子供がいる: 28.1% - 結婚・同居している夫婦: 52.8% - 未婚・離婚・死別女性が世帯主: 9.0% - 非家族世帯: 33.9% - 単身世帯: 28.3% - 65歳以上の老人1人暮らし: 13.6% - 平均構成人数 - 世帯: 2.39人 - 家族: 2.90人 収入と家計 - 収入の中央値 - 世帯: 32,461米ドル - 家族: 39,695米ドル - 性別 - 男性: 27,732米ドル - 女性: 22,262米ドル - 人口1人あたり収入: 17,357米ドル - 貧困線以下 - 対人口: 12.9% - 対家族数: 9.3% - 18歳未満: 18.6% - 65歳以上: 8.6% |

### 町と村
- アンデス（ハムレット）
- アンデス町
- ボビナ町
- コルチェスター町
- ダベンポート町
- デルハイ村 - 郡庁所在地
- デルハイ町
- デポジット村
- デポジット町
- ダウンズビル（ハムレット）
- フライシュマンズ村
- フランクリン村
- フランクリン町
- ハムデン町
- ハンコック村
- ハンコック町
- ハーパーズフィールド町
- ホバート村
- コートライト町
- マーガレットビル村
- メイソンビル町
- メレディス町
- ミドルタウン町
- ロクスベリー町
- シドニー村
- シドニー町
- スタンフォード村
- スタンフォード町
- トンプキンス町
- ウォルトン村
- ウォルトン町

## 高等教育機関
- ニューヨーク州立大学デルハイ校